# Atriplex nogalensis
Atriplex nogalensis là loài thực vật có hoa thuộc họ Dền. Loài này được Friis & M.G.Gilbert mô tả khoa học đầu tiên năm 1991.